# Vladimír Novotný (literární historik)
Vladimír Novotný (* 19. srpna 1946, Praha), je literární historik, kritik, editor, publicista, překladatel z ruštiny a pedagog.

## Životopis
Vystudoval ruský jazyk a dějepis na Filosofické fakultě Univerzity Karlovy. Po interní aspirantuře pracoval jako redaktor časopisů Ruský jazyk a Literární měsíčník, od roku 1978 byl zaměstnán v nakladatelství Odeon nejdříve jako redaktor časopisu Světová literatura, později jako vedoucí redaktor knižní redakce. Původní rusistické zaměření si rozšířil o českou (zejména současnou) literaturu, kterou od té doby soustavně recenzuje na stránkách novin (Zemědělské noviny, Svobodné slovo, MF Dnes) i časopisů (Nové knihy, Tvorba, Květy, Reflex, Tvar). V letech 1990 až 1999 byl pracovníkem Ústavu pro českou literaturu AV ČR. Od roku 1994 se věnuje též pedagogické činnosti (Fakulta sociálních věd UK, Pedagogická fakulta Technické univerzity v Liberci), v současnosti je docentem na FF Univerzity Pardubice (habilitační práci Problémy člověka a dějin v románech Vladimíra Körnera obhájil v říjnu 2008).